# متیلن‌دی‌اکسی‌بوتیل‌آمفتامین
متیلن‌دی‌اکسی‌بوتیل‌آمفتامین (به انگلیسی: Methylenedioxybutylamphetamine) با فرمول شیمیایی C۱۴H۱۹NO۲ یک ترکیب شیمیایی است. که جرم مولی آن ۲۳۵٫۳۲۵ g/mol می‌باشد. 